# Christina Christowa
Christina Christowa Wełczewa, bułg. Христина Христова Велчева (ur. 21 stycznia 1954 w Popicy) – bułgarska polityk, była minister, posłanka do Zgromadzenia Narodowego 40. kadencji (2005–2009), w 2007 eurodeputowana.

## Życiorys
Studiowała na Uniwersytecie Sofijskim. W 2003 obroniła doktorat w zakresie socjologii. Pracowała w instytutach naukowo-badawczych oraz jako wykładowca akademicki. Od 1993 do 2001 była dyrektorem krajowego centrum resocjalizacji, następnie przez dwa lata wiceministrem pracy.
W lipcu 2003 po reorganizacji rządu Symeona Sakskoburggotskiego objęła stanowisko ministra pracy i polityki socjalnej. Pełniła tę funkcję do sierpnia 2005. W tym samym roku została deputowaną do Zgromadzenia Narodowego, mandat sprawowała do końca 40. kadencji w 2009.
Jednocześnie od 1 stycznia do 5 czerwca 2007 wchodziła w skład bułgarskiej delegacji do Parlamentu Europejskiego, pełniąc funkcję eurodeputowanej. Zasiadała w grupie Porozumienia Liberałów i Demokratów na rzecz Europy oraz Komisji Gospodarczej i Monetarnej.
W 2009, po porażce wyborczej Narodowego Ruchu na rzecz Stabilności i Postępu, została wybrana na przewodniczącą tej formacji, pełniąc tę funkcję do 2013.